# Gemeinde Ankaran

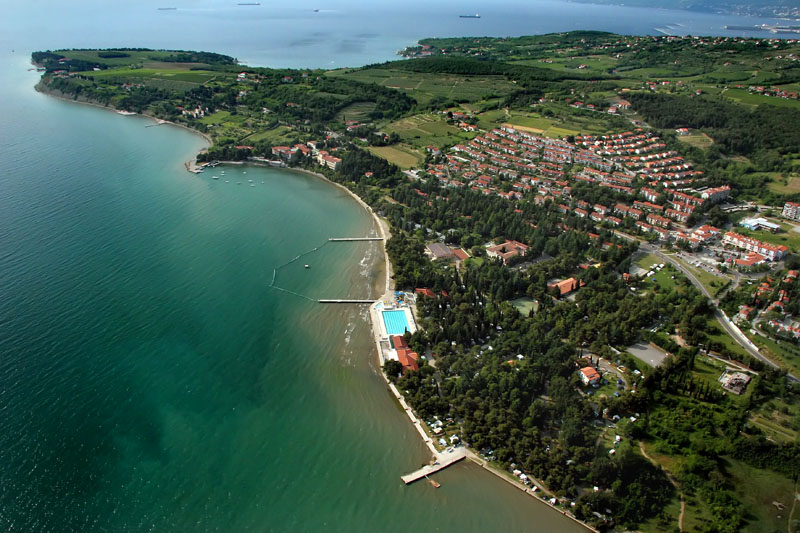
Blick auf Ankaran, links oben das Debeli rtič

Ankaran (italienisch Ancarano) ist der Namen einer Gemeinde und ihres Hauptortes Ankaran im Südwesten Sloweniens am Adriatischen Meer. Ankaran war früher ein Ortsteil von Koper und wurde am 9. Juni 2011 durch Abspaltung eine eigenständige Gemeinde. Der neu gewählte Bürgermeister und der Gemeinderat haben ihre Arbeit zum 1. Januar 2015 aufgenommen. Amtssprachen der Gemeinde sind Slowenisch und Italienisch.

## Lage
Ankaran ist die kleinste der vier slowenischen Gemeinden mit Meerzugang. Der Ort befindet sich an der Südküste der zu Istrien gehörenden Muggia-Halbinsel (in Slowenien meist Ankaran-Halbinsel genannt), deren nördlicher Teil mit der Stadt Muggia (4 km entfernt) zu Italien gehört.
Auf dem Gemeindegebiet von Ankaran befindet sich das Kap der Muggia-Halbinsel, das Debeli rtič (italienisch Punta Grossa), von dem ein Teil seit 1991 als Naturdenkmal ausgewiesen ist. Im Jahre 2018 wurde der Schutzstatus mit dem Landschaftspark Debeli rtič territorial vergrößert.
Der nördliche Teil des Industriehafens Koper befindet sich ebenfalls auf der Gemarkung der Gemeinde Ankaran, der Fluss Rižana (italienisch Risano) bildet hier die Gemeindegrenze.
Die nächste Großstadt ist Triest, dessen Stadtzentrum 15 km nordöstlich von Ankaran gelegen ist.

## Ortschaften
Zur Gemeinde gehören die folgenden Orte, Siedlungen und Wohnplätze:
- Ankaran/Ancarano, Valdotra (westlich von Ankaran an der Küste),
- Miloki/Milocchi (nordwestlich von Ankaran im Landesinnern, unmittelbar nördlich von Valdotra),
- Debeli Rtič/Punta Grossa (gelegen auf dem gleichnamigen Kap),
- Kavarjola/Cavariola (zwischen Ankaran und Miloki),
- Kolombini/Colombini,
- Rožnik/Roseto,
- Na Logu/Al Boschetto und
- Norbedi.

## Nachbargemeinden
Etwa 2 km südlich von Ankaran beginnt das Gelände des Industriehafens von Koper, die weiter im Süden gelegene Altstadt von Koper ist 6 km entfernt. Weitere Nachbarorte sind im Uhrzeigersinn von Norden nach Osten Lazzaretto-San Bartolomeo (Ortsteil von Muggia, Italien) sowie Barizoni, Kolomban und Hrvatini (alle Ortsteile von Koper).
| Italien         | Koper                                       | Koper |
| Golf von Triest | Kompassrose, die auf Nachbargemeinden zeigt | Koper |
|                 | Koper                                       |       |

## Bevölkerung
Ankaran hatte 3216 Einwohner im Jahr 2018, von denen 91,3 % Slowenen und 8,7 % Ausländer waren (1. Juli 2018). Gemäß Volkszählung 2002 wurden 11,7 % der Einwohner von Ankaran im Ausland geboren, während 20,4 % in Ankaran, 43,8 % in der Gemeinde Koper und die übrigen 24,1 % im restlichen Slowenien geboren wurden. Im Jahr 2015 waren 77,1 % der Einwohner in Slowenien und 22,9 % im Ausland geboren, davon 12,2 % in Bosnien-Herzegowina, Kosovo, Mazedonien, Montenegro und Serbien, 9,4 % in Ländern der Europäischen Union, 0,5 % in anderen europäischen Ländern und 0,7 % außerhalb Europas.
Entwicklung der Einwohnerzahl: